# Ганс Гільбіг
Ганс Гільбіг (нім. Hans Hilbig; 5 липня 1917, Рюстрінген — 11 червня 2004) — німецький офіцер-підводник, капітан-лейтенант крігсмаріне.

## Біографія
3 квітня 1936 року вступив на флот. 1 вересня 1939 року призначений в морську авіацію. Після проходження курсу спостерігача з березня 1940 року служив в 2-й ескадрильї морської рятувальної групи. 5 травня 1941 року його Heinkel He 115 був збитий, а сам Гільбіг поранений. Потмі служив в училищі морської авіації в Парові. З 1 квітня по 15 жовтня 1943 року пройшов курс підводника, з 16 жовтня по 1 грудня — курс командира підводного човна, після чого був направлений на будівництво підводного човна U-1230. З 16 січня 1944 року — командир U-1230, на якому здійснив 1 похід (8 жовтня 1944 — 13 лютого 1945). 3 грудня 1944 року потопив канадський торговий пароплав Cornwallis водотоннажністю 5458 тонн, який перевозив фасований цукор та патоку в бочках; 43 з 48 членів екіпажу загинули. 5 травня 1945 року здався британським військам на островах Гельголанд.

## Звання
- Кандидат в офіцери (3 квітня 1936)
- Морський кадет (10 вересня 1936)
- Фенріх-цур-зее (1 травня 1937)
- Оберфенріх-цур-зее (1 липня 1938)
- Лейтенант-цур-зее (1 жовтня 1938)
- Оберлейтенант-цур-зее (1 жовтня 1940)
- Капітан-лейтенант (1 березня 1943)

## Нагороди
- Нагрудний знак спостерігача (грудень 1939)
- Залізний хрест
  - 2-го класу (1940)
  - 1-го класу (1942)
- Нагрудний знак «За поранення» в чорному (травень 1941)
- Авіаційна планка розвідника в бронзі (вересень 1941)
- Нагрудний знак підводника (15 лютого 1945)